# DN52
De DN52 (Drum Național 52 of Nationale weg 52) is een weg in Roemenië. Hij loopt van Alexandria via Turnu Măgurele naar de Combinatul Chimic Turnu Măgurele aan de Donau. De weg is 54 kilometer lang.